# Joachim Reil
Joachim Reil (né le 17 mai 1955 à Garmisch-Partenkirchen)  est un joueur professionnel allemand de hockey sur glace.

## Carrière
Reil commence sa carrière en 1974 au SC Riessersee. Avec cette équipe, il devient champion d'Allemagne en 1978 et en 1981. Cela lui vaut d'intégrer l'sélection nationale. La saison 1979-1980 est sa meilleure saison, il marque 32 points. Pour la saison 1983-1984, il s'engage avec l'ECD Iserholn qu'il quitte deux ans plus tard pour le Mannheimmer ERC. Lors de la saison 1986-1987, il devient vice-champion. La saison suivante, il joue pour les Starbulls Rosenheim avec qui il devient de nouveau champion d'Allemagne. Il reste dans cette équipe jusqu'à sa retraite en 1996.
Joachim Reil est présent aux Jeux Olympiques 1980, 1984 et 1988 ainsi qu'aux championnats du monde 1981, 1982 et 1987.